# Karl Andree
Karl Andree, také Carl Theodor Andree (20. října 1808 Braunschweig – 10. srpna 1875 Bad Wildungen), byl německý geograf, publicista a diplomat, saský konzul pro Chile.

## Životopis
Vystudoval historii a geografii na univerzitách v Jeně, Göttingenu a Berlíně. Jako člen jenského studentského spolku Burschenschaft se zapletl do politické agitace, stal se novinářem, od roku 1838 redigoval Mainzer Zeitung, od roku 1843 Die Kölnische Zeitung a od roku 1846 Die Bremer Zeitung. V letech 1848–1851 redigoval Deutsche Reichs-Zeitung a v roce 1851 založil vlastní noviny Bremer Handelsblatt.
Od roku 1855 se plně věnoval geografii, etnografii a kulturní antropologii, nejprve v Lipsku, kde v letech 1858 až 1870 působil také jako konzul Chilské republiky pro Saské království, a později v Drážďanech.
Během americké občanské války odjel do Latinské Ameriky a zasazoval se o separatisty. V roce 1862 založil významný geografický časopis Globe (die illustrierte Zeitschrift für Länder- und Völkerkunde).
Zemřel při pobytu v lázních Bad Wildungen v Hesensku. Jeho hrob se nedochoval, náhrobek jeho manželky Adelheid (1807–1864) stojí na hřbitově v Kötzschenbrodě (místní části města Radebeul) v Míšeňském okrese.
Jejich syn Richard Andree navázal na otcovu kariéru.

## Dílo
- Nordamerika in geographischen und geschichtlichen Umrissen. (Braunschweig, 1854)
- Buenos Ayres und die Argentinische Republik. (Leipzig, 1856)
- Geographische Wanderungen (Dresden, 1859), etnologická a politologická studie
- Geographie des Welthandels (Stuttgart, 1867-1872)

## Portrét
Bronzovou bustu Karla Andree vytvořil pražský sochař Otto Mentzel, pro sbírky Zemského muzea v Braunschweigu (Braunschweigisches Landesmuseum).